# Кен (река)
Кен — река в России, протекает главным образом в Очёрском районе Пермского края (исток и первые километры течения находятся в Верещагинском районе). Устье реки находится в 491 км по правому берегу Чепцы. Длина реки составляет 16 км, площадь бассейна — 90 км².
Исток реки в Верещагинском районе в 2 км к северо-востоку от деревни Малые Бабики и в 2 км к востоку от ж/д платформы Бабики на линии Киров — Пермь. Вскоре после истока река перетекает в Очёрский район. Исток находится на Верхнекамской возвышенности на водоразделе Чепцы и Обвы, рядом с истоком Кена начинается река Вож. Генеральное направление течения — юг, в верхнем течении протекает деревню Малые Бабики, далее течёт по ненаселённой холмистой местности. Приток — ручей Сосницкий (правый). Впадает в Чепцу в 8 км к юго-западу от села Кулики неподалёку от границы с Удмуртией.

## Данные водного реестра
По данным государственного водного реестра России относится к Камскому бассейновому округу, водохозяйственный участок реки — Чепца от истока до устья, речной подбассейн реки Вятка. Речной бассейн реки — Кама.
Код объекта в государственном водном реестре — 10010300112111100032356.